# Kvistgård
Kvistgård is een plaats in de Deense regio Hovedstaden, gemeente Helsingør, en telt 852 inwoners (2007).